# Первомайський (Алатирський район)
Первома́йський (рос. Первомайский, чув. Первомайски) — селище у складі Алатирського району Чувашії, Росія. Адміністративний центр Первомайського сільського поселення.
Населення — 636 осіб (2010; 865 у 2002).
Національний склад:
- чуваші — 46 %
- росіяни — 39 %